# Route nationale 668
Die Route nationale 668, kurz N 668 oder RN 668, war eine französische Nationalstraße, die von 1933 bis 1973 zwischen Miramont-de-Guyenne und einer Kreuzung mit der ehemaligen Nationalstraße 670 bei La Réole verlief. Ihre Länge betrug 40 Kilometer.